# アンディク・ベルマンサ
アンディク・ベルマンサ（英: Andik Vermansyah, 1991年11月7日 - ）は、インドネシア・ジェンバー出身のサッカー選手。ポジションはミッドフィールダー、フォワード。

## 来歴
米スポーツ専門チャンネルESPNの記事「2012年に注目すべき10人のアジア人サッカー選手」に日本の清武弘嗣らと共に選ばれた。インドネシアのメッシとも呼ばれている。
2013年10月6日から10月10日に、ヴァンフォーレ甲府に練習参加し、清水エスパルスとの練習試合で1得点を記録した。

## 所属クラブ
ユース経歴
- 2005年 - 2008年  プルセバヤ・スラバヤ

プロ経歴
- 2008年 - 2013年  プルセバヤ・スラバヤ
- 2014年 - 2017年  セランゴールFA
- 2018年 -  プルシブ・バンドン

## 代表歴
- 2012年  U-21インドネシア代表
- 2011年 -  U-23インドネシア代表
- 2012年 - 2019年  インドネシア代表

## タイトル
- U-21インドネシア代表
  - 2012年 Hassanal Bolkiah Trophy: 準優勝
- U-23インドネシア代表
  - 2011年 東南アジア競技大会: 銀メダル（準優勝）
  - 2013年 Islamic Solidarity Games: 銀メダル（準優勝）